# Avadi
Avadi (Tamil: ஆவடி Āvaṭi [ˈaːʋəɖi]) ist eine Industriestadt im südindischen Bundesstaat Tamil Nadu mit knapp 350.000 Einwohnern (Volkszählung 2011). Sie liegt im Distrikt Tiruvallur rund 15 Kilometer westlich von Chennai und gehört zur Metropolregion Chennai. Der Name Avadi ist ein Akronym für Armoured Vehicles and Ammunition Depot of India.
Avadi ist einer der wichtigsten Standorte der staatlichen indischen Rüstungsindustrie. Die Avadi Heavy Vehicles Factory (HVF) ist der einzige Produktionsstandort für Panzer in Indien. Am 29. Dezember 1965 rollte hier der erste indische Panzer vom Typ Vijayanta vom Band. Heute werden der Kampfpanzer Arjun und schwere Geschütze in Avadi gebaut. Die Abteilung für Kampffahrzeuge der indischen Rüstungsforschungs- und -entwicklungsorganisation (Defence Research and Development Organisation, DRDO) hat ihren Sitz in der Stadt. Außerdem betreibt die indische Armee ein Fahrzeugdepot, die Luftwaffe ein Ausbildungslager für Fahrzeugtechniker in Avadi. Darüber hinaus gibt es mehrere zivile Industriebetriebe (Metallverarbeitung, Elektrotechnik).
84 Prozent der Einwohner Avadis sind Hindus, 11 Prozent Christen und 4 Prozent Muslime. Die Hauptsprache ist, wie in ganz Tamil Nadu, das Tamil, das von 77 Prozent der Bevölkerung als Muttersprache gesprochen wird. 13 Prozent sprechen Telugu, 4 Prozent Malayalam, 3 Prozent Hindi und 2 Prozent Urdu.